# Eduard Zeck
Eduard Zeck (* 4. September 1862 in Düsseldorf; † 5. August 1940) war ein deutscher Politiker.
Am 24. Januar 1890 wurde Zeck Bürgermeister der Bürgermeisterei Elten (seit 1975 Stadtteil von Emmerich am Rhein) und übte dieses Amt 41 Jahre lang aus. In seiner Amtszeit setzte sich für den Bau des Elektrizitätswerkes ein, am 20. Mai 1899 leuchtete zum ersten Mal elektrisches Licht in Elten. Auch der Schulbau wurde von ihm vorangetrieben, der Bau des Eltener Lehrerseminars an der Seminarstraße fällt in seine Amtszeit. In Oberhüthum wurde im Jahr 1903 die Volksschule erbaut, in Borghees 1909 die Waldschule. Auf Zecks Anregung hin wurde ein Verkehrs- und Verschönerungsverein gegründet und der Aussichtsturm in Hochelten erbaut. Die Freiwilligen Feuerwehren Elten und Hüthum-Borghees wurden neu gegründet bzw. organisiert. Zeck war ab 1899 Chef der Eltener Freiwilligen Feuerwehr.
Für sein Bemühen um ein deutsches Vizekonsultat in Zevenaar wurde Zeck 1913 mit dem Orden „Ridder van Oranje Nassau“ ausgezeichnet. 1930 wurde er zum Ehrenbürger der Gemeinde Elten ernannt, 2002 wurde im Ortsteil Elten die „Bürgermeister-Zeck-Straße“ nach ihm benannt.